# Alcides Asenjo
Cristino Alcides Asenjo Rodríguez (* Santiago de los Caballeros, República Dominicana 15 de diciembre de 1954) es un actor y compositor dominicano.

## Biografía
En el año 1970, aparece en Bellas Artes y Cultos, Santiago, como estudiante de Arte Dramático, con los profesores Yolanda Badia Montes de Oca y Víctor Checo, mostrando actitudes y vocación para el arte, escénico, dramático y el canto. En 1971 recibe un pergamino de reconocimiento como actor de manos de Yolanda Badia Montes de Oca quien para ese entonces desempeñaba el cargo de Directora de Bellas Artes y Cultos de Santiago de los Caballeros. 
Hace su estreno como actor profesional con el espectáculo de Semana Santa “El Mártir del Calvario”, encarnando el papel central, como Jesucristo, el cual le dio a conocer a nivel Nacional. En el Palacio de Los Deportes en Santo Domingo, Zaida Lovaton, que estaba allí presente, fue al camerino luego terminado el espectáculo religioso y le dijo a Alcides Asenjo:  Nunca había visto quien encarnara el papel de Jesús como Usted lo hizo hoy!...soy Zayda Lovaton, tenga mi tarjeta, pase mañana por mi oficina que le daré su Carnet que lo acredita como actor profesional.
En 1979, Cristino Asenjo es nombrado como actor en el Centro de la Cultura de Santiago. siendo su director Departamental del Teatro Popular del Centro (T. P. C) Don Rafael Villalona. Allí se impartíann clases de todas las ramas del arte por parte de los mejores profesores nacionales e internacionales.
Más adelante, Asenjo fue seleccionado para impartir maestrías  como Dicción y Voz, Entonación y Canto, Lucha Olímpica y Acrobacia.
Asenjo interpretó a un Rey en un taller teatral del ( T.P.C.) con el entremés: «La Tela Milagrosa» de Lope de Rueda.
1992, hizo de un microbio en el espectáculo infantil: «La Lente Maravillosa» del Autor Mexicano, Emilio Carballido.
Don Rafael Villalona, decidió darle a Asenjo, el encargo como compositor oficial para hacer los temas o composiciones musicales de las obras a realizarse en la institución Cultural como por ejemplo, para el entremés « Las Aceitunas», de Lope de Rueda. Asenjo compuso « Las Aceitunas están sembradas» y « El primer beso». Igual Así, debía componer para todas las obras a realizarse en el Dpto.
En 1992, trabajó en la obra teatral «El Monte Calvo», (Ganadora en un festival celebrado en Francia, del autor colombiano Jairo Aníbal Niño. 
“Los Clavos” del Autor, Carlos Acevedo y dirigida por el actor y dramaturgo dominicano, Rubén Echevarria, quien le asignó Asenjo el papel de un intelectual que tenía problemas con el alcohol. Esta obra, presentada a nivel Nacional y cerrando con broche de oro en la sala Eduardo Brito del Teatro Nacional. 
Para el año 1994, trabajó en la pieza teatral “La Carabina Piensa”, del poeta Manuel del Cabral y Dirigida por el actor y dramaturgo dominicano, Rubén Echevarria. Interpretó Asenjo, el papel de un preso (alcohólico). Esta obra también fue presentada a nivel nacional con grandes éxitos!.
En 1996, trabajó en el famoso film humorístico dominicano «Cuatro hombres y un ataúd» interpretando a su folclórico personaje «Chochüeca.»  Ese mismo año trabajo en el film “Blancas Mentiras”. 
En 1998, viaja a Cuba en calidad de artista. Allí dio cuatro conciertos, en La Casa de la Troba, La Casa de la Tradición, la Librería Uniac y la Glorieta de la Revolución. 
Al Sr. Asenjo se le entregó un certificado como Huésped Distinguido del pueblo Cubano, por el Centro de Documentación y Grupo de Investigaciones Psicológicas, Sociológicas y Culturales del Cabildo Teatral de Santiago de Cuba. Entregado por el actor, dramaturgo y director de la institución Andrés Caldas.
En el año 2001, trabajó en la serie española: “Paraíso”. personaje: Matías, el pescador. En el 2002, trabajó en el espectáculo in￼￼fantil: «Oso Pérez», personaje: Chepe.
Fue autor de los temas musicales infantiles de dicho Espectáculo, junto a José Núñez.
En 2003, interpretó a un Rey en el espectáculo infantil: «Agué, el pavo vanidoso» y compuso la canción tema del mismo.
Asenjo fue actor en la obra: «Jesucristo, Bandera Discutida Personaje: «Arcadio» (Predicador ). Dirigida por Víctor Checo y José Núñez. Veteranos Actores de Santiago.
En 2004, trabajó en la pieza teatral: “El Manicomio”,  personaje: ( Director del Manicomio ).
En 2005 graba su primer álbum musical, “Te Vengo a Buscar”. 
Asenjo, ha sido compositor de más de cuatrocientas canciones en todos los géneros musicales. 
Ganador de cinco festivales de la Voz y la Canción. Fue el primero en cantar en el programa de tv. «Calientisimo del 9» que conducían Nuria Piera y Roberto Salcedo. Fue ganador del primer lugar, en el Festival de la Voz del programa: ¿Cuánto Vale el Chow? Que conducía el merenguero Yonny Ventura.